# Praia do Magoito
Praia do Magoito vista desde o Forte do Magoito.
A Praia do Magoito, também designada por Pedregal é uma água balnear costeira pertencente à costa de Sintra, no distrito de Lisboa, em Portugal. Está inserida no Parque Natural de Sintra-Cascais, possuindo diversos pontos de interesse naturais. É uma praia de tipo 3, equipada e de uso condicionado, considerada de mar perigoso. Apresenta uma frente de praia de 300 m e de largura reduzida, normalmente submersa pela preia-mar e rica em iodo. Ladeada por grandes arribas, o seu acesso viário é feito através da Estrada de Santa Marta, ao longo da qual existem lugares de estacionamento. O acesso ao areal pode ser feito por uma escadaria a nascente da praia ou, em alternativa, pelo passadiço rampeado de madeira que garante a acessibilidade de pessoas de mobilidade condicionada e que acompanha o vale da Ribeira da Mata.
Todos os anos, na Sexta-Feira Santa, a praia enche-se de dezenas de pessoas que se dedicam à apanha do mexilhão.

## Geologia
A chamada duna consolidada é um dos elementos geológicos mais interessantes da praia. Trata-se de uma duna costeira formada pela acumulação de areia gerada pela acção conjugada do mar e do vento.
Esta duna fóssil corresponde a um estádio do processo de evolução da areia solta para a rocha arenito, processo que dura milhões de anos. A duna consolidada do Magoito foi formada há cerca de 10 mil anos. Retalhos de uma duna semelhante à do Magoito surgem encastoadas na arriba, na Aguda (praia imediatamente a sul do Magoito) e mais a norte na Assafora.
As arribas que se desenvolvem para sul do Magoito mostram uma sucessão de camadas quase horizontais de calcários argilosos cinzentos e margas, rochas sedimentares formadas há muitos milhões de anos, quando o nível do mar se encontrava muito acima do actual.

Na duna consolidada do Magoito podem observar-se laminações oblíquas, que permitem determinar qual a direcção em que sopravam os ventos aquando da formação da duna.

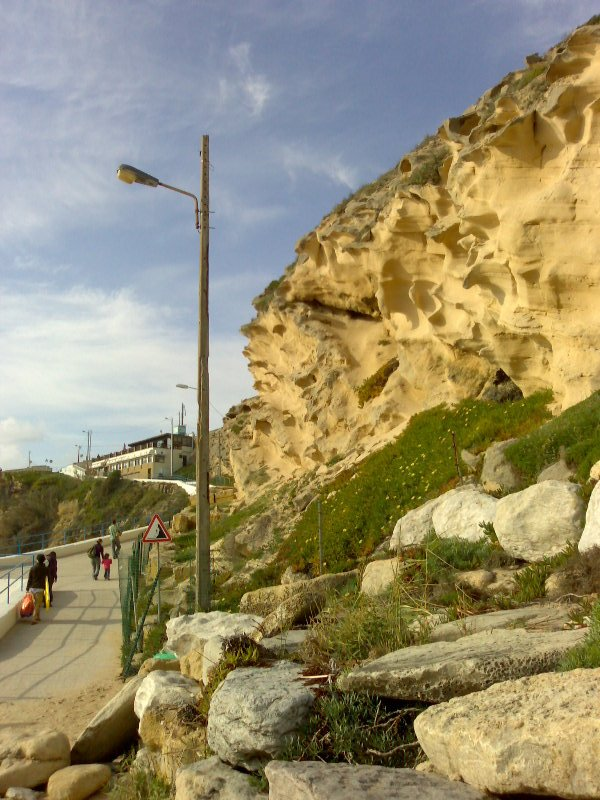
Duna consolidada, na vertente norte da praia.
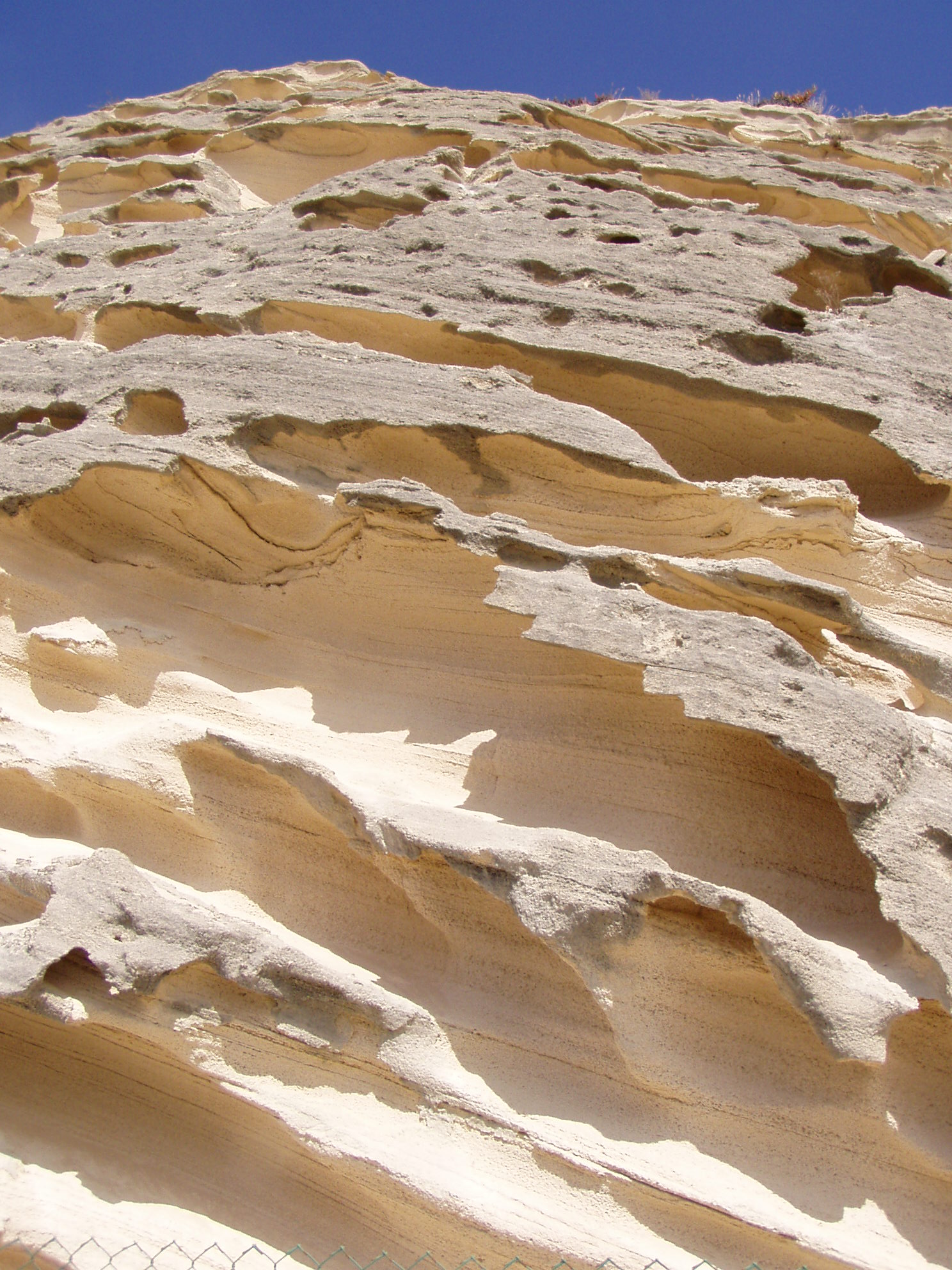
Pormenor da duna fóssil.